# SO506i
mova SO506iは、ソニー・エリクソン・モバイルコミュニケーションズ（現・ソニーモバイルコミュニケーションズ）が開発した、NTTドコモによる第二世代携帯電話（mova）の製品である。愛称は、「premini-II」（プレミニツー）。

## 概要
preminiシリーズ第三弾として発売された。
premini、premini-Sと同様にストレートタイプのデザインを採用。これまで213iベースで作られていたため、従来のpremini、premini-Sでは、カメラやiアプリなどの機能が省かれていた。premini-IIより506iベースで作られ、メガピクセルカメラ、QVGA液晶、iアプリ、メモリースティックDuoスロットが搭載され、メモリースティックオーディオに対応する。
基本となるデザインはSO213iを踏襲。以前のpreminiシリーズではスロープキーと呼ばれるキーデザインを採用していたが、premini-IIでは、スレンダーキーと呼ばれる細長い棒状のキーが採用されている。
テレビアニメ「涼宮ハルヒの憂鬱」でハルヒが使用している。

## 歴史
- 2004年11月17日 - 技術基準適合証明 (TELEC) 通過
- 2004年12月6日 - 電気通信端末機器審査協会 (JATE) 通過
- 2005年1月24日 - NTTドコモから発表
- 2005年2月10日 - 発売
- 2012年3月31日 - movaサービス終了により使用はこの日限りとなる。